# Japan Open Tennis Championships 1992
Il Japan Open Tennis Championships 1992 è stato un torneo di tennis giocato sul cemento. È stata la 20ª edizione del Japan Open Tennis Championships, che fa parte della categoria Championship Series nell'ambito dell'ATP Tour 1992 e della Tier IV nell'ambito del WTA Tour 1992. Sia il torneo maschile che quello femminile si sono giocati all'Ariake Coliseum di Tokyo in Giappone, dal 6 al 12 aprile 1992.

## Campioni

### Singolare maschile
Jim Courier ha battuto in finale  Richard Krajicek con il punteggio di 6–4, 6–4, 7–6(3)

### Doppio maschile
Kelly Jones /  Rick Leach hanno battuto in finale  John Fitzgerald /  Anders Järryd con il punteggio di 0–6, 7–5, 6–3

### Singolare femminile
Kimiko Date ha battuto in finale  Sabine Appelmans con il punteggio di 7–5, 3–6, 6–3

### Doppio femminile
Amy Frazier /  Rika Hiraki hanno battuto in finale  Kimiko Date /  Stephanie Rehe con il punteggio di 5–7, 7–6, 6–0